# Noideattella fantara
Noideattella fantara is een spinnensoort in de familie van de dwergcelspinnen (Oonopidae). De spin behoort tot het geslacht Noideattella. De wetenschappelijke naam van de soort werd voor het eerst geldig gepubliceerd in 2012 door Álvarez-Padilla, Ubick & Griswold.
De soort is endemisch in Madagaskar. Mannetjes hebben een gemiddelde lengte van 1,4 millimeter en vrouwtjes hebben een gemiddelde lengte van 1,8 millimeter.